# Macromitrium crinale
Macromitrium crinale là một loài Rêu trong họ Orthotrichaceae. Loài này được Broth. & Geh. mô tả khoa học đầu tiên năm 1898.